# Tetània
La tetània o convulsió tetànica és un signe que consisteix en la contracció muscular involuntària, que pot ser causada per trastorns que augmenten la freqüència del potencial d'acció de les cèl·lules musculars o dels nervis que les innerven.
Les rampes musculars causades per la malaltia tètanus no es classifiquen com a tetània; més aviat, es deuen a la manca d'inhibició de les neurones que innerven els músculs. Les contraccions tetàniques (tetània fisiològica) són una àmplia gamma de tipus de contraccions musculars, de les quals la tetània és només una.

## Causes
- La causa habitual de la tetània és una deficiència de calci (hipocalcèmia). Un excés de fosfat (hiperfosfatèmia o alta proporció de fosfat sobre el calci) també pot desencadenar els espasmes.[1][2]
- Un funcionament insuficient de les glàndules paratiroides (hipoparatiroïdisme).
- Els nivells baixos de diòxid de carboni (hipocàpnia) causen tetània alterant la unió de l'albúmina del calci de manera que es redueix la fracció ionitzada (que influeix fisiològicament) del calci; una raó comuna dels nivells baixos de diòxid de carboni és la hiperventilació.[3]
- Els nivells baixos de magnesi poden provocar tetània.[4][5]
- La toxina Clostridium tetani, mitjançant la inhibició de la neurotransmissió mediada per glicina i GABA-èrgica, pot provocar tetània.
- Osteomalàcia i raquitisme per deficiència de vitamina D.
- L'alcalosi metabòlica amb hipopotassèmia com la síndrome de Gitelman i la síndrome de Bartter pot causar tetània. L'alcalosi induïda per vòmits i l'alcalosi respiratòria induïda per la hiperventilació també causen tetània a causa de la irritabilitat neuronal.
- Un excés de potassi al fenc o pastura d'herba pot desencadenar tetània hivernal, o tetània de l'herba, en els ruminants.